# آنا ماريا ماتوته
     لشخصية أخرى تحمل اسم آنا ماريا، طالع آنا ماريا (توضيح).

آنا ماريا ماتوته أوسيخو (بالإسبانية: Ana María Matute Ausejo) كاتبة وصحفية إسبانية وعضوة في مؤسسة الأكاديمية الملكية الإسبانية، حيث شغلت المقعد "K"، ولدت في 26 يوليو 1925 في برشلونة بإسبانيا. كما أنها ثالث امرأة تحصل على جائزة ثيربانتس عام 2010. وكذلك كانت أستاذة جامعية زائرة في جامعة أوكلاهوما وجامعة إنديانا وجامعة فرجينيا. وتعد ماتوته من أبرز الروائيين في الأدب الإسباني في القرن العشرين، ويراها الكثيرون واحدة من أفضل الروائيين في فترة ما بعد الحرب الأهلية الإسبانية.

## السيرة الذاتية

### النشأة والطفولة
ولدت أنا ماريا بمدينة برشلونة عام 1925، وهي الابنة الثانية من خمسة أبناء لعائلة تنتمي للبرجوازية الكاتالونية المحافظة والمتدينة.كان والدها فاكوندو ماتوته Facundo Matute Torres مالكا لمصنع مظلات ووالدتها هي María Ausejo Matute.
ساعدتها حياتها في برشلونة على رؤية أكثر المدن الصناعية في إسبانيا، والتعرف على الأحداث الاجتماعية والاقتصادية والسياسية. كل هذا تجلى في قصتها «سعيد جدا» (1968) حيث ظهرت شخصية المراهق الغاضب من الحياة الصناعية وقيودها. خلال طفولتها، عاش ماتوته لفترة طويلة في مدريد، ورغم هذا فان القليل من قصصها تتحدث عن تجاربها في العاصمة الإسبانية.
كادت ماتوته أن تموت من التهاب مزمن في الكلى، وتم نقلها للعيش مع جديها في بلدة مانسيلا دي لا سييرا الصغيرة في الجبال، لفترة من الشفاء. تقول ماتوته إنها تأثرت بشدة بالقرويين الذين قابلتهم خلال فترة وجودها هناك. يمكن رؤية هذا التأثير في أعمال مثل تلك التي نُشرت في مجموعتها قصص من أرتاميلا عام 1961، وكلها تتعامل مع الأشخاص الذين قابلتهم ماتوته أثناء تعافيها. وكذلك في بولينا (1960)، وهو عمل للأطفال تأثرت فيه ب هايدي (1880) مثل حب الطبيعة وعلاقة الفتاة بجدها. في هذا العمل، يتم أيضًا استنتاج شخصية معينة من سيرتها الذاتية، حيث أن البطلة فتاة تعاني من مرض خطير ولهذا السبب تأخذها خالتها إلى الجبال لتعيش مع أجدادها. وعلى الرغم من ذلك، أكدت ماتوته أنها لم تكتب سيرتها الذاتية في رواية
كانت آنا ماريا ماتوته تبلغ من العمر أحد عشر عامًا عندما بدأت الحرب الأهلية الإسبانية في عام 1936. وقد أثر العنف والكراهية والموت والبؤس والفقر المدقع الذي أعقب الحرب على شخصها وروايتها بعمق. قدمت الطفولة التي سرقتها صدمة الحرب والعواقب النفسية للصراع وما بعد الحرب في عقلية الفتاة، وقد عكست ذلك في أعمالها الأدبية الأولى. يمكن ملاحظة خصائص الواقعية الجديدة في أعمال مثل Los Abel (1948)، Fiesta al Noroeste (1953)، Little Theatre (1954)، Los Hijos Muertos (1958) أو Los Soldados Lloran de Noche (1964). في كل هذه الأعمال - تبدأ بالشعر الغنائي العظيم وتغوص شيئًا فشيئًا في الواقعية المتفاقمة - تعتبر نظرة الطفل أو المراهق البطل هي الأكثر بروزًا وتميز مسافة عاطفية بين الواقع والشعور أو الفهم. نشرت قصتها الأولى عندما كان عمرها 17 عامًا فقط. اشتهرت ماتوته بتعاطفها مع حياة الأطفال والمراهقين، ومشاعرهم بالخيانة والعزلة. وغالبًا ما كانت تدخل عناصر مثل الأسطورة والحكاية الخرافية والماوراء والخيال في أعمالها. كانت صريحة بشأن مواضيع مثل المعاناة العاطفية، والتغيير المستمر للإنسان، وكيف لا تفقد البراءة تمامًا.
ماتوته كانت أستاذة جامعية. درست في المدرسة الدولية في هيلفرسوم بهولندا وسافرت إلى بلدان مختلفة كمحاضرة أو أستاذ زائر. امتد عملها الأكاديمي في الولايات المتحدة على مدى أربعة عقود، بداية من عام 1966.
كانت رواية آنا ماريا ماتوته الأولى في السابعة عشرة من عمرها. إنه مسرح صغير، على الرغم من أنه لم يتم نشره حتى عام 1950. قبل ذلك بعام، قدمت روايتها Luciérnagas لجائزة نادال، وعانت أيضًا من الرقابة.
ومع ذلك، فإن هذا لم يبطئ محاولاتها الأدبية لخلق اسم لنفسها واستمرت في النشر لعدة سنوات. لدرجة أنها في عام 1976 تم ترشيحها لجائزة نوبل للآداب.
ركزت آنا ماريا ماتوته على التعليم، حيث كانت أستاذة جامعية. كما سافر كثيرًا لإلقاء محاضرات في مدن إسبانية وأوروبية مختلفة، وكذلك الولايات المتحدة.
En 1984 حصلت على الجائزة الوطنية لأدب الأطفال والشباب ب «قدم واحدة فقط». في عام 1996، أطلقت أحد أعمالها العظيمة، «المنسي الملك جودو»، ولكن دون أدنى شك، كان أفضل حدث في ذلك العام عندما عينتها الأكاديمية الملكية الإسبانية كعضو وصاحب مقعد K ، كونها ثالث امرأة تشغل هذا المنصب. تحدثت في خطابها عن فوائد التغيرات العاطفية، والتغيرات المستمرة للإنسان وكيف أن البراءة لا تضيع تمامًا. كما قالت أنه على الرغم من أن جسدها كان كبيرًا في السن، إلا أن قلبها كان لا يزال شابًا.
حصلت على العديد من الجوائز، ليس فقط الإشارات التي ذكرناها من قبل كأمثلة ولكننا أيضا يمكننا الاستشهاد ببعض الجوائز الأخرى مثل: جائزة بلانيتا، جائزة نادال، الجائزة الوطنية للآداب الإسبانية، المرشح النهائي لجائزة أمير أستورياس للآداب، جائزة ميغيل دي سرفانتس
في 17 نوفمبر 1952، تزوجت ماتوته من الكاتب رامون أوجينيو دي غويكوتشيا. وفي عام 1954 ولد ابنها الوحيد، خوان بابلو، الذي كرست له جزءًا كبيرًا من أعمالها. انفصلت عن زوجها عام 1963. ونتيجة للقانون الإسباني انذاك، لم يكن لماتوته الحق في رؤية ابنها بعد الانفصال، حيث حصل زوجها على وصاية الطفل، مما تسبب في مشاكل نفسية لها.
وجدت الحب بعد سنوات، مع رجل الأعمال الفرنسي جوليو بروكارد، الذي شاركها شغف السفر. ولكنه توفي يوم 26 يوليو عام 1990، وهو نفس يوم عيد ميلاد ماتوته التي كانت تعاني بالفعل من الاكتئاب، وفقدان حبها الكبير أغرقها أكثر.
توفيت في الساعات الأولى من يوم 24 سبتمبر 2014 في برشلونة بعد عدة أيام من المعاناة بسبب مشاكل في القلب والجهاز التنفسي.

## أعمالها
تناولت ماتوته في كتاباتها العديد من الموضوعات السياسية والاجتماعية والأخلاقية في خلال فترة ما بعد الحرب الأهلية الإسبانية. ويميل إنتاجها النثري إلى الطابع الغنائي والعملي. وتستخدم ماتوته في كتاباتها تقنيات أدبية مرتبطة بالروايات سريالية وروايات الحداثة. ومع كل هذه الإمكانيات والموهبة الأدبية التي تمتلكها إلا أنها تعتبر كاتبة واقعية. وتتناول كتاباتها المرحلة الحياتية ما بين الطفولة والمراهقة وحتى مرحلة الرشد.
مع كل هذه الصفات والموهبة الأدبية، تعتبر ماتوته «كاتبة واقعية في الأساس»، حيث تقول هي نفسها: «إذا كنا قادرين على التخيل، فذلك لأن ما نتخيله هو أيضًا حقيقي». تتناول العديد من كتبه فترة الحياة التي تتراوح من الطفولة والمراهقة إلى حياة النضوج، وبالتالي تتميز روايتها بالخيال والشعر الغنائي، حيث تقدم موضوعات مهمة جدًا مثل: الطفولة المفقودة، والعزلة، والإنسان، والظلم، والعنف. والوحدة والعجز والموت.
ويعد التشاؤم فكرة أساسية في كتابات ماتوته حيث أنه يعطى لأعمالها نظرة أوضح من واقع الحياة. النفاق، الاغتراب، الخبث، انعدام الأخلاقيات هي خصائص مشتركة موجودة دائماً في أعمالها. أما أكثر الخصائص المتداولة في أعمالها هي استخدام الثلاثية. والثلاثية عبارة عن عمل أدبي مكون من ثلاثة روايات أو قصص ذات صفات مشتركة أو مختلفة. ويرى معظم النقاد أن أفضل عمل أدبي للكاتبة هو ثلاثية التجار والمكونة من ثلاثة روايات: الذاكرة الأولى والجنود يبكون ليلاً والفخ. كذلك قيل عن أعمالها أنه بالرغم من أن أحداث كل رواية مستقلة بذاتها، إلا أن الفكرة الأساسية المشتركة في جميع أعمالها: هي الحرب الأهلية الإسبانية وفكرة المجتمع المسيطر عليه الماديات والمصلحة الشخصية.
وفي 12 مارس من عام 2009، أودعت الكاتبة في صندوق رسائل معهد ثيرفانتس الطبعة الأولى من كتابها الملك المنسي غودو.
الروايات
- هابيل
- اليراعات
- حزب الشمال الغربي
- مسرح صغير
- في هذه الأرض
- الأطفال القتلى
- الذكرى الأولى
- الجنود يبكون في الليل
- بعض الاولاد
- الفخ
- برج المراقبة
- البحر
- المنسي الملك جودو
- أرانمانوث
- جنة غير مأهولة
- شياطين مألوفة.

### قصص قصيرة
- الصبي المجاور
- الحياة الصغيرة
- الأطفال السخفاء
- حياة جديدة
- مرة
- نصف الطريق
- تاريخ ارتاميلا
- التائب
- ثلاثة وحلم
- النهر
- عذراء أنتيوكيا وقصص أخرى
- من العدم
- النهاية الحقيقية للجمال النائم
- الشجرة الذهبية
- الري
- بيت الالعاب المحرمة
- أولئك الموجودون في المتجر؛ معلم؛ كل وحشية العالم
- باب القمر. قصص كاملة
- الموسيقى.

### أعمال الأطفال
- بلد السبورة
- بولينا والعالم والنجوم
- الجندب الأخضر والمتدرب
- كتاب اللعب لأطفال الآخرين
- مجنون الحصان و Carnavalito
- خلسة «أوليسيس»
- بولينا
- المبتدئ
- مجرد قدم واحدة حافية
- الجندب الأخضر
- خروف أسود
- كل قصصي.

## [18]مصادر
1. ↑  "Ana Maria Matute, Spanish novelist, dies aged 88". BBC News Online (بالإنجليزية). QID:Q66604753.
2. ↑  "Premio Planeta Ganadores" (بالإسبانية).
3. ↑  "Premio Nadal de Novela" (بالإسبانية).
4. ↑  "آنا ماريا ماتوته  وجائزة ثيرفانتس" (بالإسبانية). cultura.elpais. Archived from the original on 17 فبراير 2017. Retrieved 8 أكتوبر، 2012. {{استشهاد ويب}}: تحقق من التاريخ في: |تاريخ الوصول= (help)
5. ↑  "Si ganara el Cervantes daría saltos" | Edición impresa | EL PAÍS نسخة محفوظة 11 أبريل 2017 على موقع واي باك مشين.
6. ↑  "سيرة حياة آنا ماريا ماتوته مقدمة من إسكريتورس بنتو كوم" (بالإسبانية). escritoras. Archived from the original on 16 مايو 2012. Retrieved 8 أكتوبر، 2012. {{استشهاد ويب}}: تحقق من التاريخ في: |تاريخ الوصول= (help)
7. ↑  "آنا ماريا ماتوته  وجائزة ثيربانتس" (بالإسبانية). elmundo. Archived from the original on 8 مايو 2019. Retrieved 8 أكتوبر، 2012. {{استشهاد ويب}}: تحقق من التاريخ في: |تاريخ الوصول= (help)
8. ↑  "آنا ماريا ماتوته  وجائزة ثيرفانتس" (بالإسبانية). revistaenie.clarin. Archived from the original on 3 مارس 2016. Retrieved 8 أكتوبر، 2012. {{استشهاد ويب}}: تحقق من التاريخ في: |تاريخ الوصول= (help)
9. ↑  Muere Ana María Matute, testigo mágico de la literatura en España | Cultura | EL MUNDO نسخة محفوظة 04 مارس 2016 على موقع واي باك مشين.
10. ↑  La escritora Ana María Matute muere a los 88 años | Actualidad | EL PAÍS نسخة محفوظة 11 فبراير 2017 على موقع واي باك مشين.
11. ↑  elmawja.com (13 مارس 2017). "بَحْرٌ | أَنَا مَارِيَّا مَاتُوتِي". الموجة الثقافية. مؤرشف من الأصل في 2020-12-03. اطلع عليه بتاريخ 2022-03-13.
12. ↑  Castro Alonso, Carlos (1982). Clásicos de la literatura infantil : 25 obras comentadas. Lex Nova. ISBN:84-85721-49-7. OCLC:434515191. مؤرشف من الأصل في 2022-03-24.
13. ↑  Carmelo (2004). Aproximaciones al estudio de la literatura hispańica (ط. 5. ed). Boston: McGraw Hill. ISBN:0-07-255846-6. OCLC:54365199. مؤرشف من الأصل في 2022-03-14. {{استشهاد بكتاب}}: |طبعة= يحتوي على نص زائد (مساعدة)
14. ↑  8.     Matute, Ana María. «Discurso pronunciado por la autora el 27 de abril de 2011 en la entrega del Premio Cervantes 2010».
15. ↑  María Francisca (2005). Voces de España : antologia literaria. Boston, MA. ISBN:0-7593-9666-3. OCLC:57514617. مؤرشف من الأصل في 2022-03-14.{{استشهاد بكتاب}}:  صيانة الاستشهاد: مكان بدون ناشر (link)
16. ↑  Yardley, William (30 Jun 2014). "Ana María Matute, Spanish Novelist Marked by Civil War, Dies at 88". The New York Times (بالإنجليزية الأمريكية). ISSN:0362-4331. Archived from the original on 2020-11-03. Retrieved 2022-03-13.
17. ↑  "The Morning Herald from Hagerstown, Maryland on April 21, 1969 · Page 15". Newspapers.com (بالإنجليزية). Archived from the original on 2020-05-24. Retrieved 2022-03-13.
18. 1 2  Arcoya، Encarni (26 أكتوبر 2021). "آنا ماريا ماتوت". Actualidad Literatura. مؤرشف من الأصل في 2022-03-07. اطلع عليه بتاريخ 2022-03-13.
19. ↑  Ana María Matute: La candidata eterna se alza con el Cervantes (enlace roto disponible en Internet Archive; véase el historial, la primera versión y la última). Artículo de Sara Barderas, de la DPA, recogido por el costarricense Diario Digital Nuestro País (ElPaís.cr), 24 de noviembre de 2010. Acceso 28 de abril de 2011
20. ↑  "آنا ماريا ماتوته وكتاب الملك المنسي غودو" (بالإسبانية). lavanguardia. Archived from the original on 19 يوليو 2014. Retrieved 8 أكتوبر، 2012. {{استشهاد ويب}}: تحقق من التاريخ في: |تاريخ الوصول= (help)

## اقرأ أيضًا
- قائمة بأسماء الكتاب الإسبان
- إرمينيو ألمندروس

## وصلات خارجية
- آنا ماريا ماتوته على موقع IMDb (الإنجليزية)
- آنا ماريا ماتوته على موقع الموسوعة البريطانية (الإنجليزية)
- آنا ماريا ماتوته على موقع مونزينجر (الألمانية)
- (بالإسبانية) الموقع الرسمي لآنا ماريا ماتوته